# Kanton Talence
Kanton Talence (fr. Canton de Talence) je francouzský kanton v departementu Gironde v regionu Akvitánie. Tvoří ho pouze město Talence.